# Brassavola martiana
Brassavola martiana là một loài lan.

## Hình ảnh

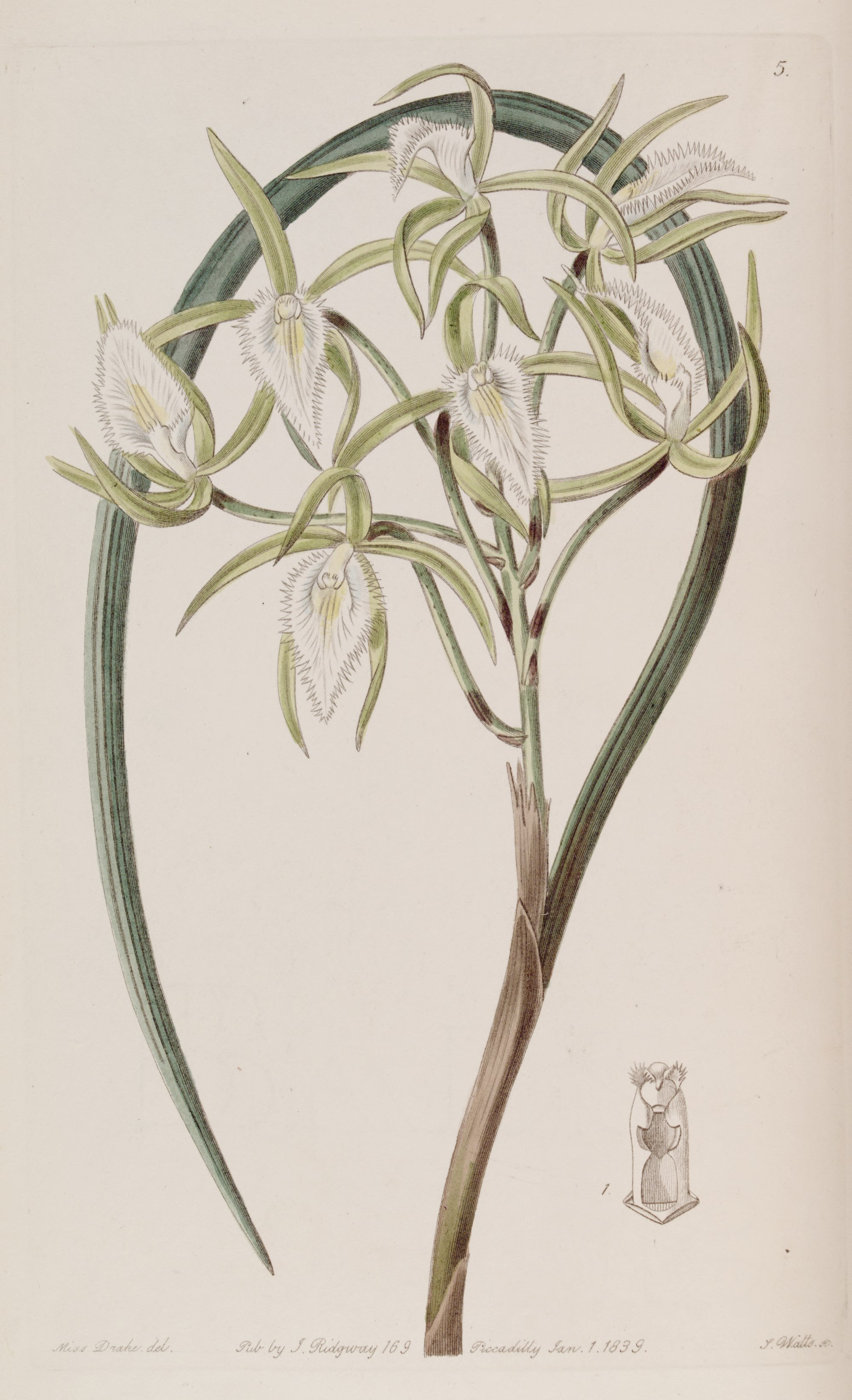
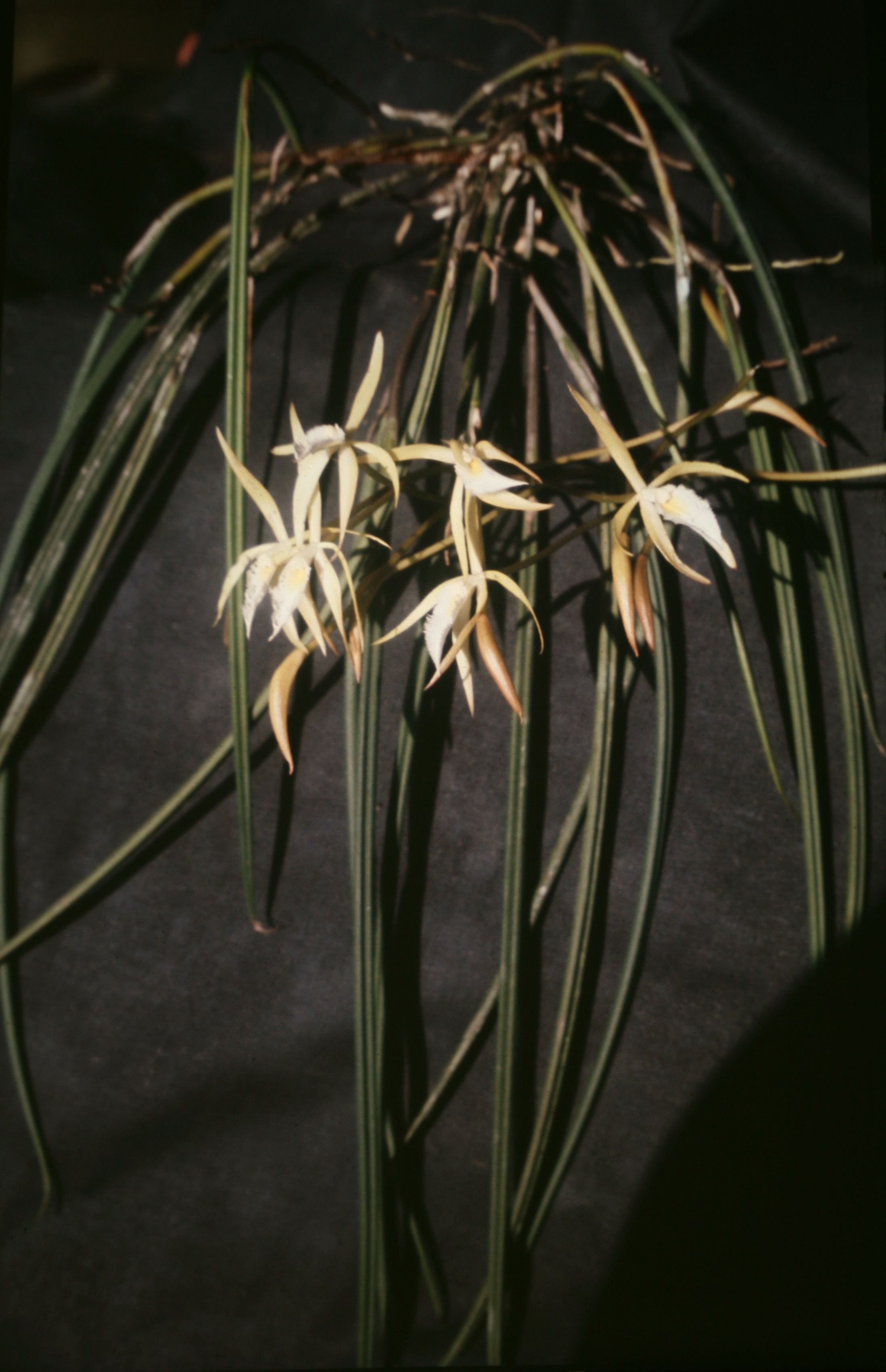
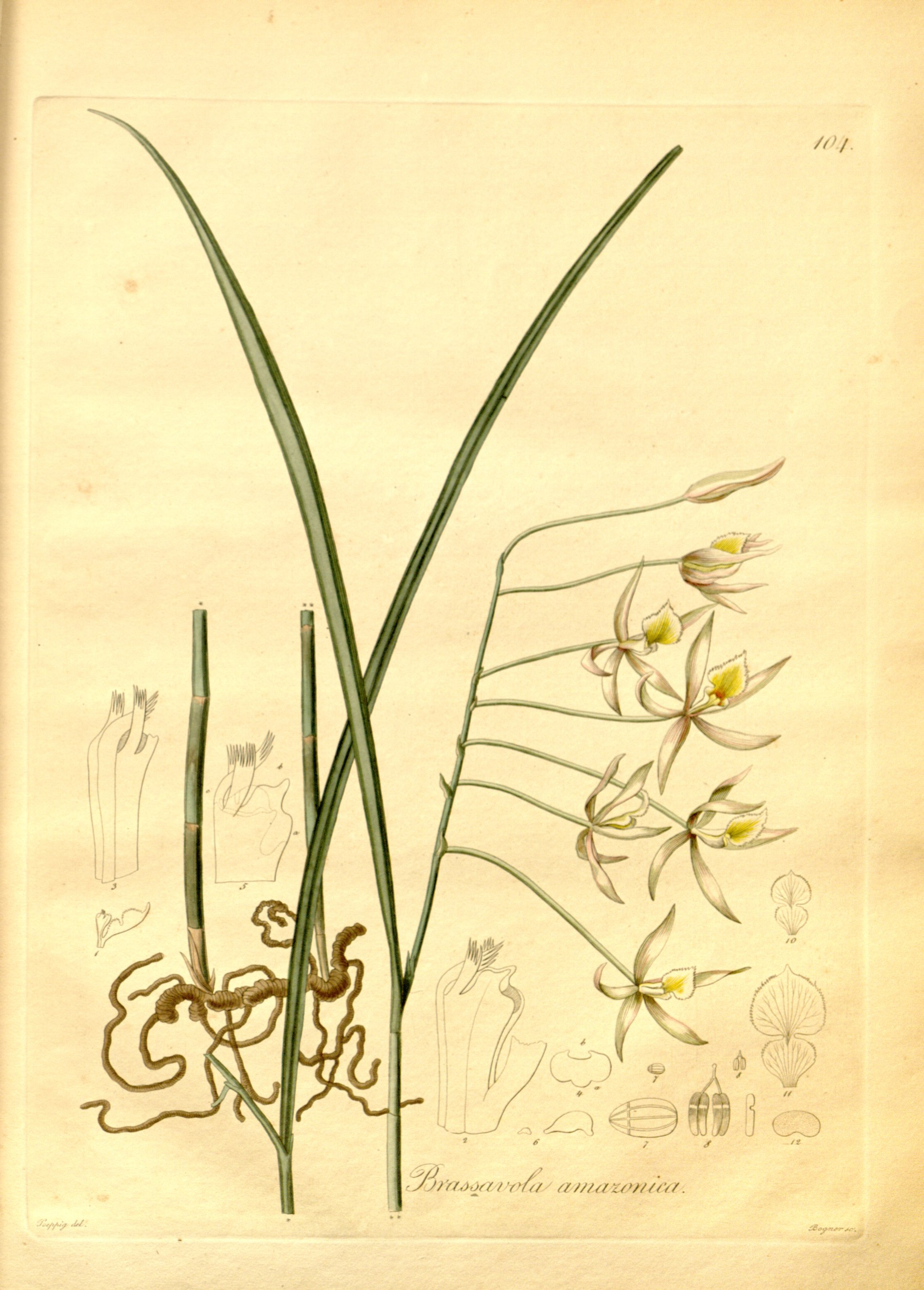

- Tập tin:Brassavola martiana...Flora Brasiliensis 3-5-61.jpg